# Ildar Magdeev
Ildar Magdeev (ur. 11 kwietnia 1984) – uzbecki piłkarz grający na pozycji pomocnika.

## Kariera klubowa
Karierę piłkarską Magdeev rozpoczął w klubie FK Buchara. W 2002 roku zadebiutował w jego barwach w pierwszej lidze uzbeckiej. W Bucharze grał przez 2,5 roku. W połowie 2002 roku przeszedł do Paxtakoru Taszkent i w tamtym roku został z nim po raz pierwszy w karierze mistrzem kraju. Zdobył też Puchar Uzbekistanu. Od 2003 do 2007 roku jeszcze pięciokrotnie z rzędu wywalczył z Paxtakorem tytuł mistrzowski. W latach 2003, 2004, 2005, 2006, 2007 i 2009 zdobył sześć pucharów kraju.

## Kariera reprezentacyjna
W reprezentacji Uzbekistanu Magdeev zadebiutował 21 sierpnia 2002 w przegranym 0:2 towarzyskim spotkaniu z Azerbejdżanem. W 2004 roku wystąpił we 2 meczach Pucharu Azji 2004: z Turkmenistanem (1:0) i ćwierćfinale z Bahrajnem (2:2, k. 3:4). W 2007 roku został powołany przez selekcjonera Raufa Inileyeva do kadry na Puchar Azji 2007, ale nie rozegrał tam żadnego spotkania.